# Тибо, Уэйн
Мо́ртон Уэйн Тибо́ (англ. Morton Wayne Thiebaud; 15 ноября 1920 года в Месе, Аризона, США—25 декабря 2021) — современный американский художник, один из крупнейших представителей поп-арта.

## Жизнь и творчество
Уэйн Тибо происходит из семьи мормонов. В детстве много переезжал с места на место, семья жила в том числе в Солт Лейк Сити и Лос-Анджелесе. Образование будущий художник получил в Высшей политехнической школе на Лонг-Биче, где особенно интересовался живописью, музыкой и театром. К этому периоду относятся его первые работы - в основном портреты учителей и товарищей по школе. В 1936 году У.Тибо начинает работать на киностудию Уолта Диснея. Во время Второй мировой войны Тибо был призван в армию, служил в военно-воздушных силах.
В 1949 году он поступает в университет Сан-Хосе, с 1950 по 1953 учится в Калифорнийском университете, в Сакраменто. Затем до 1961 года преподаёт в городском колледже Сакраменто, а с 1960 по 1976 — доцент в Калифорнийском университете. Участник выставки современного искусства документа 5, в Касселе (1972).

## Награды и звания
- 1985 - лауреат премии Американской академии искусств и литературы;
- 1994 - награждён Национальной медалью за искусство;
- 1998 - Почётный доктор искусств Калифорнийского университета.